# Ulises Heureaux
Ulises Heureaux, född 21 oktober 1845 i Puerto Plata, Dominikanska republiken, död 26 juli 1899 i Moca, norra Dominikanska republiken, då han mördades, var president 1 september 1882-1 september 1884, 6 januari 1887-27 februari 1889 och 30 april 1889-26 juli 1899. Han var känd som en tyrann, och han införde order om att alla som motsatte sig honom skulle avrättas.